# Luhove, Troițke
Luhove (în ucraineană Лугове) este un sat în comuna Berezivka din raionul Troițke, regiunea Luhansk, Ucraina.

## Demografie
Componența lingvistică a localității Luhove
     Ucraineană (97,56%)
     Rusă (2,44%)
Conform recensământului din 2001, majoritatea populației localității Luhove era vorbitoare de ucraineană (97,56%), existând în minoritate și vorbitori de rusă (2,44%).